# FULL AHEAD
FULL AHEAD（フルアヘッド）は日本のロックバンド。dreammakerに所属。

## 概要・来歴
日本プロサッカーリーグの柏レイソル入場テーマソングに、デビューミニアルバム『EXTRAVAGANZA』に収録されている「HOPE AND FEARS」が使用されている。

## メンバー
小畑 "HIDE" 秀光
ボーカル、ギター担当。
toshiya
ベース、コーラス担当。
AYANO
ギター、コーラス担当。
田中和紀
ドラムス、コーラス担当。

## 作品
- EXTRAVAGANZA（2005年4月1日）- CD:RLCG-0002
  - 01) Hope And Fears
  - 02) ACTUAL GOD
  - 03) SHOT THE HEART
  - 04) Violently
  - 05) RIOT